# Florian Bergauer
Florian Bergauer (* 5. Februar 1897 in Seefeld; † 5. Februar 1960 in Wien) war ein österreichischer Politiker der Sozialdemokratischen Arbeiterpartei SDAP.
Florian Bergauer war Zeitungsverwalter und als Angehöriger der Sozialdemokratischen Arbeiterpartei zwischen dem 3. Juni 1932 und dem 17. Februar 1934 Mitglied des Bundesrates (IV. Gesetzgebungsperiode). 